# Carcharoda erlangeri
Carcharoda erlangeri är en fjärilsart som beskrevs av Rothschild 1924. Carcharoda erlangeri ingår i släktet Carcharoda och familjen nattflyn. Inga underarter finns listade i Catalogue of Life.